# Edith Oppenheim-Jonas
Edith Wilhelmine Oppenheim-Jonas, als Künstlerin Edith Jonas, (* 11. November 1907 in Oberursel; † 22. März 2001 in Baden) war eine Malerin, Zeichnerin und Karikaturistin. Sie war deutscher Herkunft, heiratete einen Engländer und erhielt später die Schweizer Staatsbürgerschaft. Sie wurde insbesondere als Karikaturistin für das Satiremagazin Nebelspalter, als Schöpferin der Comic-Figur Papa Moll und als Kämpferin für das Frauenstimmrecht bekannt.

## Leben und Leistungen

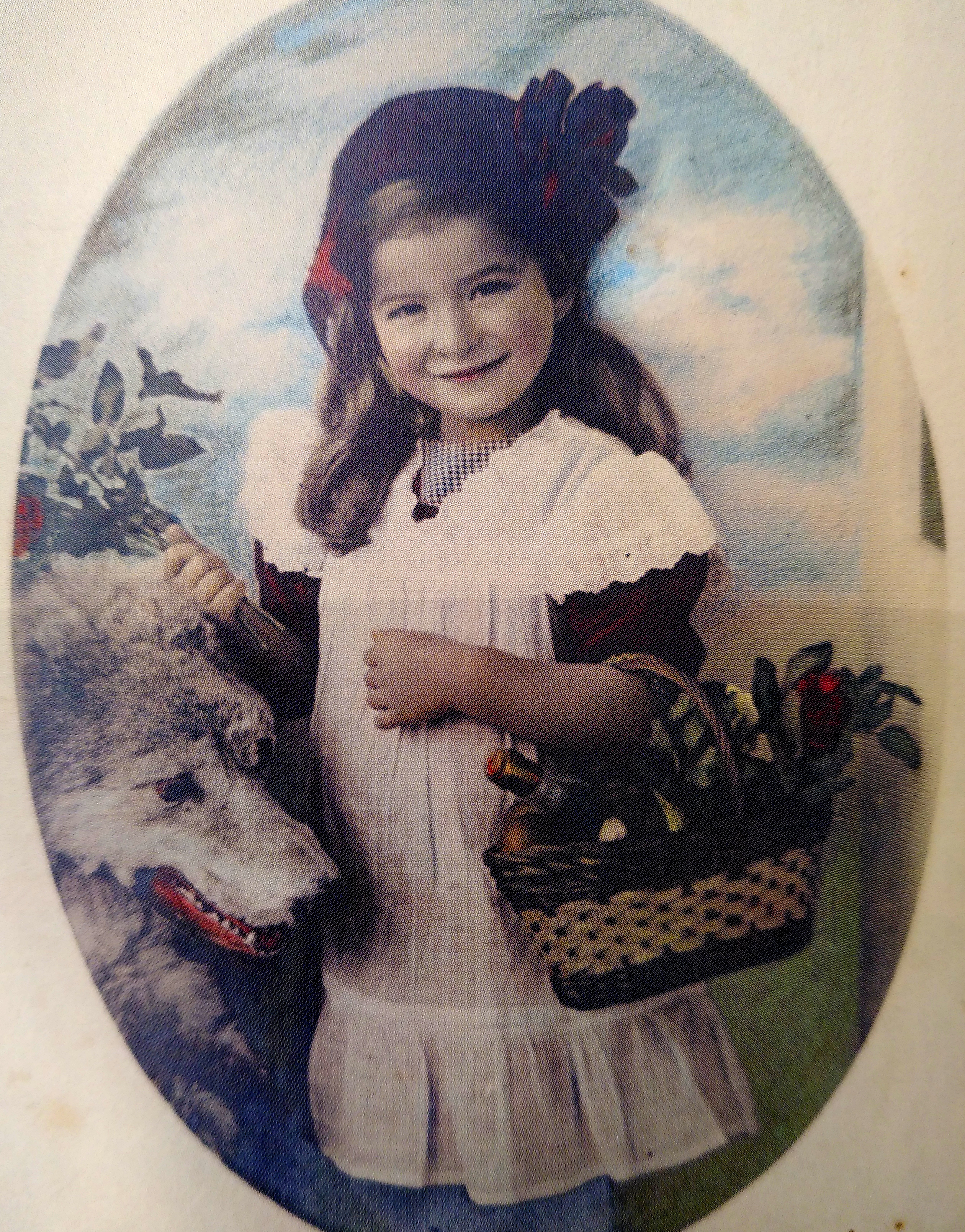
Edith Jonas als Rotkäppchen (1911)

Edith Jonas war das Kind eines jüdischen Vaters und einer katholischen Mutter. Als sie drei Jahre alt war, übersiedelte ihre Familie von Deutschland ins schweizerische Baden, wo ihr Vater – von Beruf Ingenieur – die Leitung des Patentbüros der Brown, Boveri & Cie. (BBC) übernehmen sollte. Da er jedoch während des Ersten Weltkriegs von der deutschen Armee eingezogen wurde, verzögerte sich sein Stellenantritt; 1916 bis 1918 lebte die Familie im elsässischen St. Louis, um in seiner Nähe zu sein.
Edith Jonas wuchs danach zusammen mit ihren beiden jüngeren Geschwistern Walter und Margot in Baden auf. Sie absolvierte die Handelsschule, die sie mit der Handelsmatura abschloss. 1932 heiratete sie den bei BBC-Angestellten britischen Ingenieur Eric Oppenheim, das Paar hatte drei Kinder; der Publizist Roy Oppenheim war ihr Sohn und Verwalter der Rechte der Cartoon-Figur Papa Moll.
Obwohl Edith Oppenheim-Jonas schon früh Interesse am Zeichnen und Malen entwickelte und in ihrer Freizeit während fünf Jahren Malkurse bei Willy Fries besuchte, betätigte sie sich erst seit der Weltwirtschaftskrise als professionelle Illustratorin, zunächst um einen Zusatzverdienst für die Familie zu erwirtschaften. Unter dem Kürzel Ejo oder mit dem Anonymus Poppi publizierte sie während vieler Jahre Zeichnungen in der Zeitschrift Nebelspalter. Dies war ihr ein für sie wichtiges, wenn auch nicht sehr lukratives Vergnügen.
Als im Zweiten Weltkrieg Frankreich 1940 kapitulierte, ordnete die britische Regierung die Evakuierung aller in der Schweiz lebenden britischen Staatsbürger an. Dies galt auch für die Familie Oppenheim-Jonas. Zwei Ausreiseversuche der Familie, in einem Konvoi über Genf und Frankreich nach England zu übersiedeln, scheiterten jedoch. Sie blieb deshalb in Baden und wurde dort nach dem Krieg eingebürgert.
Die Comic-Figur Papa Moll schuf Edith Oppenheim-Jonas in den 1950er Jahren im Auftrag der Pro Juventute, welche den ausländischen Comics eine schweizerische Kinderfigur gegenüberstellen wollte. Die Abenteuer von Papa Moll und seiner Familie erschienen ab 1952 in der kostenlos abgegebenen Jugendzeitschrift Junior, ab 1967 auch in Buchform. Edith Jonas, in all ihren Moll-Büchern verwendete sie ihren ursprünglichen Namen, hielt in ihren Erinnerungen fest: "Als ich den Auftrag erhielt, eine gute, lustige Comic-Geschichte ohne Sprechblasen im Bilder, aber mit Versen zu erfinden, dachte ich natürlich sofort an den Alltag, an die Geschehnisse in der eigenen Familie."
Ab den 1950er-Jahren engagierte sich Edith Oppenheim-Jonas für Rechte der Frauen. Sie nahm an Versammlungen und Kundgebungen teil, sie arbeitete aktiv in Komitees für das Frauenstimmrecht mit oder ging an die Delegiertenversammlungen der aargauischen Frauenzentrale. Sie war eine der Mitbegründerinnen des BPW-Club Baden (Business and Professional Woman). Sie schuf für verschiedene Organisationen, Frauen-, Mütter- und Konsumentinnenforen, Werbeplakate und illustrierte Prospekte. 1958 beteiligte sie sich an der SAFFA (Schweizerische Ausstellung für Frauenarbeit).
1985 ehrte die Stadt Baden Edith Oppenheim-Jonas als erste Frau mit dem alljährlich verliehenen "Humororden".
Nach ihrem Tod widmete das Historische Museum Baden der Künstlerin zu ihrem 100. Geburtstag eine Sonderausstellung unter dem Titel «Frau Papa Moll». Für diesen Zweck öffneten die Oppenheim-Nachkommen die Türen zum mütterlichen Privatarchiv. Die Ausstellung zeigte das vielfältige Gesamtwerk der Künstlerin im Kontext seiner historischen Entstehung. Zur Ausstellung wurde ein Buch publiziert: Spitzkehren und andere Kunststücke: Das Leben von Edith Oppenheim-Jonas, Erfinderin des Papa Moll (2008).